# Conboy Lake National Wildlife Refuge
Conboy Lake National Wildlife Refuge je rezervace na východním svahu Kaskádového pohoří, na úpatí hory Mount Adams v jižním Washingtonu.
Momentálně má rozlohu 26 km² a ochraňuje jezera Conboy a Camas, přilehlé mokřady vysušené prvními osadníky. Jehličnaté lesy, lučiny, mělké mokřady a hluboké vody poskytují domov jelenům, wapitiům, bobrům, kojotům, vydrám, malým hlodavcům, 150 druhům ptáků a početným druhům obojživelníků, plazů a ryb.
Hlavními chráněnými druhy jsou orel bělohlavý, skokan skvrnkovaný a jeřáb kanadský. Návštěvníci si mohou užít pěknou krajinu, turistiku a pozorování divokého života.